# Batalion KOP „Słobódka”
Batalion KOP „Słobódka” – pododdział piechoty, podstawowa jednostka taktyczna Korpusu Ochrony Pogranicza pełniąca służbę ochronną na granicy polsko-łotewskiej.

## Geneza
Do czasu zakończenia wojny polsko-bolszewickiej, czyli do jesieni 1920, wschodnią granicę państwa polskiego wyznaczała linia frontu. Dopiero zarządzeniem z 6 listopada 1920 utworzono Kordon Graniczny Ministerstwa Spraw Wojskowych. W połowie stycznia 1921 zmodyfikowano formę ochrony granicy i rozpoczęto organizowanie Kordonu Granicznego Naczelnego Dowództwa WP. Obsadzony on miał być przez żandarmerię polową i oddziały wojskowe. Latem 1921 ochronę granicy wschodniej postanowiło powierzyć Batalionom Celnym. W Słobódce rozmieszczono dowództwo i pododdziały sztabowe 28 batalionu celnego. 
W drugiej połowie 1922 przeprowadzono kolejną reorganizację organów strzegących granicy wschodniej. 1 września 1922 bataliony celne przemianowano na bataliony Straży Granicznej. W rejonie odpowiedzialności przyszłego batalionu KOP „Słobódka” służbę graniczną pełniły pododdziały 28 batalionu Straży Granicznej. 
Już w następnym zlikwidowano Straż Graniczną, a z dniem 1 lipca 1923 pełnienie służby granicznej na wschodnich rubieżach powierzono Policji Państwowej. 
W sierpniu 1924 podjęto uchwałę o powołaniu Korpusu Ochrony Pogranicza – formacji zorganizowanej na wzór wojskowy, a będącej etacie Ministerstwa Spraw Wewnętrznych.

## Formowanie i zmiany organizacyjne
Na posiedzeniu Politycznego Komitetu Rady Ministrów, w dniach 21-22 sierpnia 1924, zapadła decyzja powołania Korpusu Wojskowej Straży Granicznej. 12 września 1924 Ministerstwo Spraw Wojskowych wydało rozkaz wykonawczy w sprawie utworzenia Korpusu Ochrony Pogranicza, a 17 września instrukcję określającą jego strukturę. W lutym 1926, w składzie 6 Brygady Ochrony Pogranicza, został sformowany 19 batalion graniczny. Jednostką formującą był 86 pułk piechoty . Długość ochranianego przez batalion odcinka granicy wynosiła 103 kilometrów, przeciętna długość pododcinka kompanijnego to 31 kilometrów, a strażnicy 6 kilometrów. Odległość dowództwa batalionu od dowództwa brygady wynosiła 180 kilometrów.
W 1929 6 Brygada Ochrony Pogranicza została przeformowana w Brygadę KOP „Wilno”, a 19 batalion graniczny przemianowany na 19 batalion KOP „Słobódka”. W tym czasie batalion na uzbrojeniu posiadał 743 karabiny Berthier wz.1916, 48 ręcznych karabinów maszynowych Chauchat wz. 1915 i 4 ciężkie karabiny maszynowe wz.1914.
W 1931 jednostka została przemianowana na batalion KOP „Słobódka”. Nazwa jednostki pochodzi od leżącej na północnej Wileńszczyźnie miejscowości Słobódka, znajdującej się wówczas na obszarze województwa wileńskiego i będącej macierzystym garnizonem batalionu.
W wyniku reorganizacji batalionu w 1931, w miejsce istniejących plutonów karabinów maszynowych, utworzono kompanię karabinów maszynowych. Rozwinięto też kadry kompanii szkolnej do pełnoetatowej kompanii odwodowej. Po przeprowadzonej reorganizacji „R.2” batalion składał się z dowództwa batalionu, plutonu łączności, kompanii karabinów maszynowych, kompanii odwodowej i trzech kompanii granicznych.
W listopadzie 1936 batalion etatowo liczył 20 oficerów, 72 podoficerów, 26 nadterminowych i 550 żołnierzy służby zasadniczej.
Rozkazem dowódcy KOP z 23 lutego 1937 została zapoczątkowana pierwsza faza reorganizacji Korpusu Ochrony Pogranicza „R.3”. Batalion otrzymał nowy etat. Był jednostką administracyjną dla szwadronu kawalerii KOP „Druja”, posterunku żandarmerii KOP „Słobódka” i komendy powiatu pw KOP „Brasław”. W wyniku realizacji drugiej fazy reorganizacji KOP, latem 1937 nowo powstały pluton odwodowy 1 kompanii granicznej „Druja” rozmieszczono w koszarach w Drui wspólnie z dowództwem kompanii i szwadronem kawalerii. Dla strażnicy „Druja” nakazano wynająć osobne pomieszczenie o powierzchni do 50 m².
Z dniem 15 maja 1939 batalion stał się oddziałem gospodarczym. Stanowisko kwatermistrza batalionu przemianowane zostało na stanowisko zastępcy dowódcy batalionu do spraw gospodarczych, płatnika na stanowisko oficera gospodarczego, zastępcy oficera materiałowego dla spraw uzbrojenia na zbrojmistrza, zastępcy oficera materiałowego dla spraw żywnościowych na oficera żywnościowego.
12 kwietnia 1939, zgodnie z planem mobilizacyjnym „W” batalion KOP „Słobódka” został wzmocniony do stanów pełnego batalionu piechoty. Pododdział ten przyjął nazwę batalion KOP „Słobódka II”, a jego dowódcą został podpułkownik Jan Lachowicz, dotychczasowy dowódca batalionu KOP „Słobódka”. Na granicy polsko-łotewskiej pozostał batalion KOP „Słobódka I” w składzie czterech kompanii strzeleckich i plutonu karabinów maszynowych.
Na podstawie decyzji Generalnego Inspektora Sił Zbrojnych i rozkazu Nr 10/Org Komendanta Głównego Straży Granicznej z 3 lipca 1939 odcinek granicy polsko-łotewskiej ochraniany przez batalion KOP „Słobódka I” został przekazany Straży Granicznej. W terminie do 15 lipca 1939 został utworzony Obwód Straży Granicznej Brasław, podległy bezpośrednio Komendzie Głównej Straży Granicznej. W tym samym miesiącu baon KOP „Słobódka I” został rozformowany.
W sierpniu 1939 batalion KOP „Słobódka” wszedł jako III batalion w skład sformowanego 3 pułku piechoty KOP.

## Służba graniczna
Batalion graniczny był podstawową jednostką taktyczną Korpusu Ochrony Pogranicza przeznaczoną do pełnienia służby ochronnej na powierzonym mu odcinku granicy polsko-łotewskiej, wydzielonym z pasa ochronnego brygady. Odcinek batalionu dzielił się na pododcinki kompanii, a te z kolei na pododcinki strażnic, które były „zasadniczymi jednostkami pełniącymi służbę ochronną”, w sile półplutonu. Służba ochronna pełniona była systemem zmiennym, polegającym na stałym patrolowaniu strefy nadgranicznej i tyłowej, wystawianiu posterunków alarmowych, obserwacyjnych i kontrolnych stałych, patrolowaniu i organizowaniu zasadzek w miejscach rozpoznanych jako niebezpieczne, kontrolowaniu dokumentów i zatrzymywaniu osób podejrzanych, a także utrzymywaniu ścisłej łączności między oddziałami i władzami administracyjnymi. Batalion graniczny KOP „Słobódka” w 1934 ochraniał odcinek granicy państwowej szerokości 113 kilometrów 313 metrów.
Bataliony sąsiednie:
- batalion KOP „Nowe Święciany” ⇔ batalion KOP „Łużki”

## Struktura organizacyjna
przed 1930:

dowództwo 19 batalionu

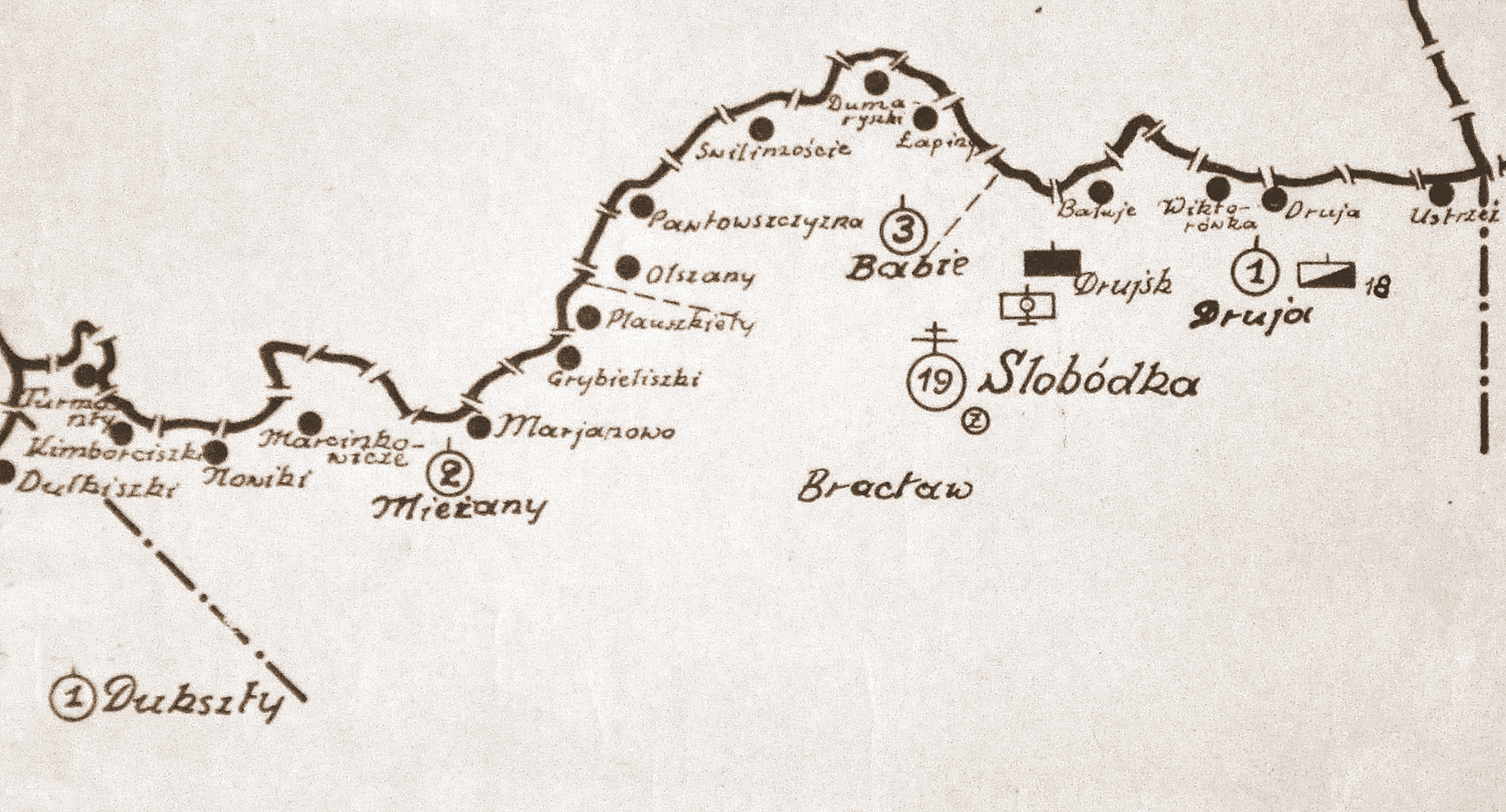
Rozmieszczenie batalionu KOP „Słobódka” w 1931

- 2 kompania graniczna KOP „Mieżany”
- 3 kompania graniczna KOP „Obabie”
- 1 kompania graniczna KOP „Druja”

kompanie graniczne w 1930 :
- 1 kompania graniczna KOP „Druja”
- 2 kompania graniczna KOP „Mieżany”
- 3 kompania graniczna KOP „Gawryłowce”

Organizacja batalionu w 1934:
- dowództwo batalionu
- pluton łączności
- kompania odwodowa
- kompania karabinów maszynowych
- 1 kompania graniczna KOP „Druja”
- 2 kompania graniczna KOP „Mieżany”
- 3 kompania graniczna KOP „Dundery”

Organizacja batalionu w 1939
- Dowództwo batalionu KOP „Słobódka”
- 2 kompania graniczna KOP „Mieżany”
- 3 kompania graniczna KOP „Dundery”
- 1 kompania graniczna KOP „Druja”

## Żołnierze batalionu
| stopień    | imię i nazwisko         | okres pełnienia służby  | kolejne stanowisko              |
| ---------- | ----------------------- | ----------------------- | ------------------------------- |
| mjr piech. | Aleksander Sabliński    | 1926 – VI 1927          | dowódca I/13 pp                 |
| mjr piech. | Rafał Sołtan            | VI 1927 – 18 XII 1931   | kwatermistrz 66 pp              |
| ppłk       | Jan Michnowicz          | 3 VIII 1934 – IV 1935   | zastępca dowódcy 74 pp          |
| mjr        | Jan II Lachowicz        | 15 IV 1935 – 12 IV 1939 | dowódca baonu KOP „Słobódka II” |
| mjr piech. | Jan Bartłomiej Dymowski | IV - VII 1939           | dowódca I/55 pp                 |

Obsada personalna we wrześniu 1928 :
- dowódca batalionu – mjr Rafał Sołtan
- adiutant batalionu – por. Oskar Fink
- płatnik – por. Michał Kwiatkowski
- oficer materiałowy – por. Łukasz Grzywacz
- oficer żywnościowy – por. Juliusz Morbitzer
- oficer wywiadowczy – por. Hipolit Morawski
- oficer łączności – por. Włodzimierz Sawka[d]
- dowódca 1 kompanii granicznej – kpt. Konstanty Kisiel
- dowódca 2 kompanii granicznej – kpt. Bronisław Rafalski
- dowódca 3 kompanii granicznej – kpt. Wincenty Mendoszewski
- dowódca kompanii szkolnej – kpt. Feliks Oskierko

Obsada personalna w listopadzie 1934 :
- dowódca batalionu – ppłk Jan Michnowicz
- adiutant batalionu – kpt. Aleksander Lubik
- kwatermistrz – kpt. Tadeusz Deszyński
- oficer materiałowy – kpt. Romuald Malicki
- dowódca plutonu łączności – kpt. Stefan Turkowski
- dowódca kompanii odwodowej – kpt. Jan Konstanty Zaremba
- dowódca kompanii karabinów maszynowych – kpt. Mikołaj Kossakowski
- dowódca kompanii granicznej – kpt. Roman Ligęza
- dowódca kompanii granicznej – kpt. Aleksander Kominkowski
- dowódca kompanii granicznej – kpt. Jerzy Lewestam
- komendant powiatowy PW – kpt. Eugeniusz Tokarski

Obsada personalna batalionu w czerwcu 1939
- dowódca batalionu – mjr Jan III Lachowicz
- zastępca dowódcy batalionu – mjr Jan Bartłomiej Dymowski[e]
- adiutant batalionu – kpt. Feliks Jan Schindel[f]
- dowódca 1 kompanii granicznej – kpt. Marian Kucharski[g]
- dowódca 2 kompanii granicznej – kpt. Józef Ćwiękalski[h]
- dowódca 3 kompanii granicznej – kpt. Józef Łubnicki[i]
- dowódca kompanii odwodowej – por. Wacław Mackiewicz[j]
- dowódca kompanii karabinów maszynowych – kpt. Jan Olejniczak
- dowódca plutonu łączności – por. Jan Łapkowski[k]

### Żołnierze batalionu – ofiary zbrodni katyńskiej

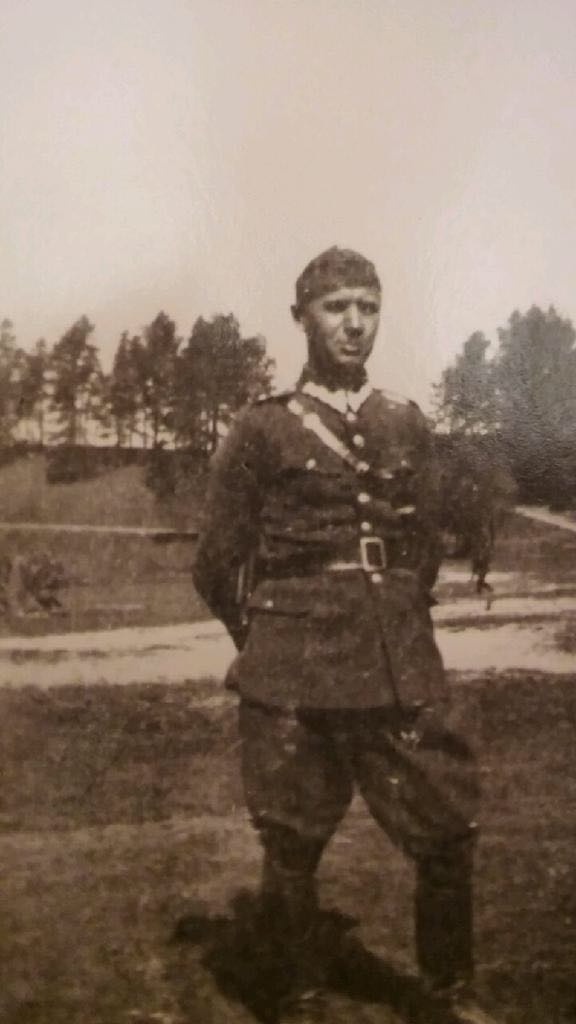
Chor. Michał Karliński

Biogramy zamordowanych znajdują się na stronie internetowej Muzeum Katyńskiego
| Nazwisko i imię          | stopień              | zawód             | miejsce pracy przed mobilizacją | zamordowany |
| ------------------------ | -------------------- | ----------------- | ------------------------------- | ----------- |
| Ciszewski-Zadora Tadeusz | podporucznik rezerwy | student prawa     |                                 | Katyń       |
| Kosmalski Zdzisław       | porucznik            | żołnierz zawodowy |                                 | Katyń       |
| Mackiewicz Wacław        | kapitan              | żołnierz zawodowy |                                 | Katyń       |
| Olejniczak Jan           | kapitan              | żołnierz zawodowy | dowódca kkm                     | Katyń       |
| Karliński Michał         | chorąży              | żołnierz zawodowy |                                 | Katyń       |
| Zieleński Wiktor         | podporucznik rezerwy |                   |                                 | Charków     |
| Ziemiec Jan              | podporucznik rezerwy | nauczyciel        |                                 | Charków     |